# لوچیانو پاواروتی
لوچیانو پاواروتی (به ایتالیایی: Luciano Pavarotti) (۱۲ اکتبر ۱۹۳۵ – ۶ سپتامبر ۲۰۰۷) خواننده‌ تِنور اپرا بود.

## زندگی
لوچیانو پاواروتی در روز شنبه ۱۲ اکتبر ۱۹۳۵ در مودنا، ایتالیا به دنیا آمد. پدر وی، خوانندهٔ آماتور ارتش بنیتو موسولینی و نانوا بود. او در جوانی عاشق فوتبال و یکی از اعضای تیم فوتبال شهر بود (وی در پست دروازه‌بان بازی می‌کرد). لوچیانو بعد از سالها تمرین صدا و نمایش‌های آماتوری، با پدرش برای شرکت در مسابقات بین‌المللی لینگلین به شهر والس رفت و موفق به کسب جایزه اول این مسابقه گردید و این مقدمه‌ای شد که اولین نقش حرفه‌ای‌اش را سال ۱۹۶۱ با عنوان رودولفو اپرای خواننده دوره‌گرد اثر جاکومو پوچینی، در سالن اپرای رجیو امیلیا اجرا کند.

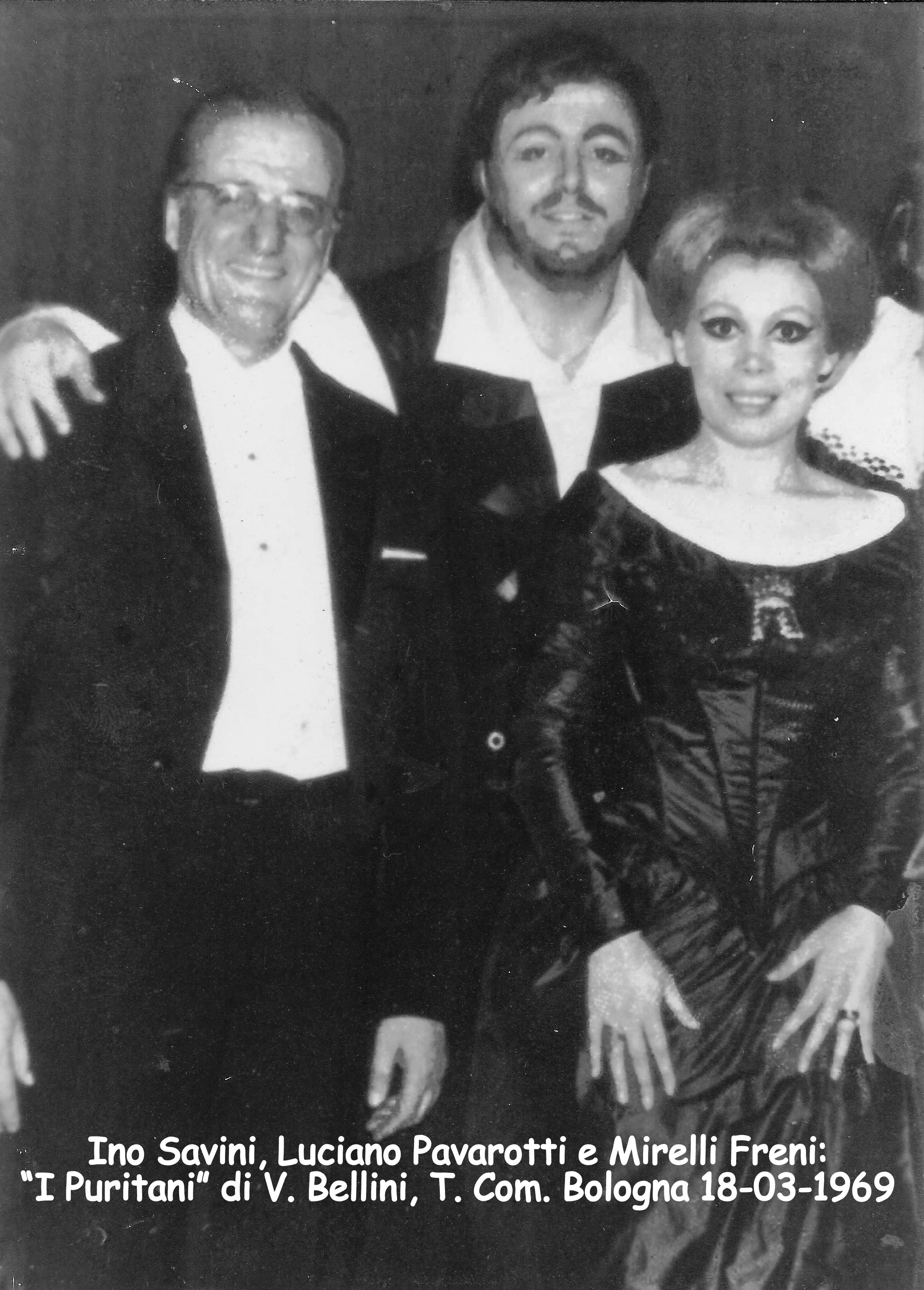

با اجرای این نقش، وی به عنوان خواننده اپرا رسمیت یافت و در سال ۱۹۶۵ در سالن کاونت گاردن لندن بود که توجه جوان ساترلند خواننده سوپرانوی استرالیایی را به خود جلب کرد و این آغازی بود بر فعالیت جهانی او. او به استرالیا رفت و چیزهای زیادی دربارهٔ تنظیم صدا و آوازخوانی از او، که سه سال از او کوچکتر بود، یادگرفت. آن دو در اپراهای زیادی باهم ظاهر شدند؛ از جمله خوابگرد اثر وینچنزو بلینی و فریب اثر جوزپه وردی. آن دو همچنین صفحات زیادی را نیز باهم پر کردند.
از سال ۱۹۷۰ پاواروتی حضور گسترده‌ای در سراسر جهان پیدا کرد. گرچه در ابتدا تخصص وی اجرای نقشهای تند و تیز و سبکی چون الوینو در خوابگرد بود، اما بعدها توانایی اجرای نقشهای سنگین تر مانند ریکاردو در اپرای یک بالماسکه اثر وردیا کاوارادوسی در توسکای پوچینی را پیدا کرد. همچنین وی کنسرتها و نمایش‌های بی‌شماری را از جمله در استادیوم‌های چندین هزار نفری اجرا کرد. به عنوان مثال اجرای نقش دوک مانتوا از اپرای ریگولتوی وردی با حضور ۲۰۰ هزار نفری مردم در پارک مرکزی نیویورک. او امیدوار بود به این وسیله اپرا را به مردمی که تا کنون چیزی از آن نمی‌دانستند، بیشتر معرفی کند و آنها را با این سبک موسیقی آشتی دهد.
پاواروتی در گروهی به نام «پاواروتی و دوستان» که در آن خوانندگان بین‌المللی پاپ دنیا از جمله برایان آدامز، آناستازیا، سلین دیون، التون جان، اریک کلاپتون، انریکه ایگلسیاس، ریکی مارتین، استینگ و بسیاری دیگر، به او ملحق شده بودند، کنسرت‌های خیرخواهانهٔ زیادی جهت کمک به کودکان جنگ‌زده اجرا کرد.
او در سال ۱۹۹۰ همراه با خوزه کارراس و پلاسیدو دومینگو، دو خوانندهٔ تنور اسپانیایی گروهی را تحت عنوان سه تنور تشکیل دادند و در فینال جام جهانی فوتبال یک کنسرت تلویزیونی در رم اجرا کردند که در سال بعد جایزه گرمی را از آن خود کرد. این تیم سه نفره محبوبیت زیادی یافت و در مناسبتهای زیادی از جمله مراسم فینال جام جهانی لوس آنجلس در ۱۹۹۴، پاریس در ۱۹۹۸ و یوکوهومای ژاپن در ۲۰۰۲ برنامه اجرا کردند. این سه آلبوم از جمله پرفروشترین آثار کلاسیک جهان به‌شمار می‌آیند.

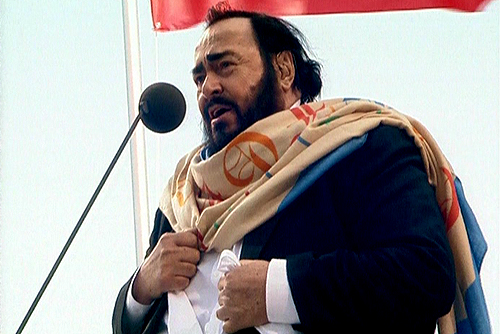

او زندگینامه خود را به نامهای «پاواروتی: داستان خود من» در سال ۱۹۸۱ و «پاواروتی: دنیای من» در سال ۱۹۹۵ منتشر کرد.
پاواروتی در ۱۳ مارس ۲۰۰۴ در سالن متروپولین نیویورک با اجرای آخرین برنامه‌اش رسماً از دنیای اپرا خداحافظی کرد.

## درگذشت
پاواروتی سال ۲۰۰۶ به خاطر ابتلای به بیماری سرطان لوزالمعده تحت درمان قرار گرفت و در ماه اوت سال ۲۰۰۷ نیز دوباره برای مدتی در بیمارستان بستری بود.
قرار بود لوچیانو پاواروتی در آخرین هفتهٔ زندگی‌اش، به پاس گسترش فرهنگ ایتالیایی، جایزهٔ فرهنگ این کشور را دریافت کند.
پاواروتی در ساعت ۵ بامداد روز پنجشنبه، ۶ سپتامبر ۲۰۰۷، در خانه شخصی‌اش در شهر مودنا، در سن ۷۱ سالگی درگذشت.

## بزرگداشت پاواروتی در تهران
روز سه‌شنبه ۳ مهر ۱۳۸۶ مراسم بزرگداشت پاواروتی در تهران برگزار شد. این نخستین بار بود که در ایران پس از مرگ یک موسیقیدان معاصر خارجی برای او مراسم بزرگداشت برپا می‌شد. از برنامه‌های اجرا شده در این مراسم می‌توان به سخنرانی محمد سریر (مدیر خانهٔ موسیقی ایران)، سخنرانی روبرتو توسکانو (سفیر ایتالیا در ایران)، و امضای دفتر یادبود پاواروتی از طرف شرکت کنندگان اشاره کرد.